# Футагаки, Райан
Ра́йан А́рнолд Фута́гаки (англ. Ryan Arnold Futagaki; род. 17 января 1980, Хантингтон-Бич, Калифорния) — американский футболист и пляжный футболист.

## Биография
Футагаки — американец японского происхождения в четвёртом поколении.
В 1998—2002 годах Футагаки обучался в Калифорнийском университете в Лос-Анджелесе по специальности «Социология» и играл за университетскую футбольную команду в Национальной ассоциации студенческого спорта. В сезоне 2000 года сыграл в первых двух матчах, после чего получил травму колена, из-за которой выбыл из строя до конца года. По итогам сезона 2001 года был включён в символическую первую сборную Конференции Pac-10. В финальном матче чемпионата NCAA 2002 года, в котором «Ю-си-эл-эй Брюинс» обыграли «Стэнфорд Кардинал», команду Стэнфордского университета, отдал результативную передачу на победный гол. По итогам сезона 2002 года попал в финальный список номинантов на «Херманн Трофи» — приз лучшему игроку студенческого футбола США.
Футагаки был включён в состав сборной США до 20 лет на молодёжный чемпионат мира 1999 в Нигерии. 8 апреля 1999 года в матче второго тура группового этапа молодёжного мундиаля против сборной Японии до 20 лет забил гол.
В составе сборной США до 23 лет Футагаки принимал участие в Панамериканских играх 1999, завоевав бронзовую медаль.
17 января 2003 года на Супердрафте MLS Футагаки был выбран в шестом раунде под общим 54-м номером клубом «Чикаго Файр». Клуб подписал с ним контракт 11 апреля 2003 года. Его профессиональный дебют состоялся 25 мая 2003 года в матче против «Колорадо Рэпидз». 9 января 2004 года «Чикаго Файр» отчислил Футагаки.
29 октября 2004 года Футагаки подписал контракт на пять матчей с шоубольным клубом «Чикаго Сторм» из Major Indoor Soccer League.
В 2007 году Футагаки окончил Калифорнийский университет в Лос-Анджелесе по специальности «История», после чего начал карьеру в сфере продаж биотехнологических фармацевтических препаратов.
С 2009 года Футагаки начал выступать за сборную США по пляжному футболу.

## Достижения
Командные
 «Чикаго Файр»
- Обладатель Открытого кубка США: 2003

## Статистика
| Выступление      | Выступление      | Выступление      | Лига | Лига | Плей-офф | Плей-офф | Кубок | Кубок | ЛЧ КОНКАКАФ | ЛЧ КОНКАКАФ | Итого | Итого |
| Клуб             | Лига             | Сезон            | Игры | Голы | Игры     | Голы     | Игры  | Голы  | Игры        | Голы        | Игры  | Голы  |
| ---------------- | ---------------- | ---------------- | ---- | ---- | -------- | -------- | ----- | ----- | ----------- | ----------- | ----- | ----- |
| Чикаго Файр      | MLS              | 2003             | 6    | 0    | 0        | 0        | 1     | 0     | —           | —           | 7     | 0     |
| Чикаго Файр      | Итого            | Итого            | 6    | 0    | 0        | 0        | 1     | 0     | —           | —           | 7     | 0     |
| Всего за карьеру | Всего за карьеру | Всего за карьеру | 6    | 0    | 0        | 0        | 1     | 0     | —           | —           | 7     | 0     |